# 小齿猬
小齿猬（学名：Mesechinus miodon），一种分布于中国西北地区的小型哺乳动物，隶属于猬科林猬属。
其种加词“miodon”意为“小齿的”。

## 分类地位
本种曾被认为是欧洲刺猬（Erinaceus europaeus）的一个亚种，或达乌尔猬指名亚种（Hemiechinus dauricus dauricus）的同物异名。目前分子生物学研究结果支持本种为独立种。

## 形态特征
小齿猬通体为淡褐色，腹部为淡黄色。棘刺粗长，最长可超过25毫米，棘刺从根部到刺尖分别为污白色、淡褐色和污白色三个色带。个别单个棘刺刺尖也具淡褐色，但是没有纯白色单个刺。

## 保护
本种于2023年被收录入《有重要生态、科学、社会价值的陆生野生动物名录》。